# Општина Сан Луис Акатлан (Гереро)
Сан Луис Акатлан (шп. San Luis Acatlán) општина је у Мексику у савезној држави Гереро. Општина се налази на надморској висини од 280 м.

## Становништво
Према подацима из 2010. у општини је живело 42360 становника.

### Хронологија
| Година       | 2000                  | 2005                  | 2010                  |
| ------------ | --------------------- | --------------------- | --------------------- |
| Становништво | 36813 (18288 / 18525) | 41884 (20644 / 21240) | 42360 (20867 / 21493) |

### Попис
| \| \| м \| \| \| ж \| \| 0—2 \| 1.321 \| \| \| 1.309 \| \| 3—5 \| 1.698 \| \| \| 1.705 \| \| 6—11 \| 3.803 \| \| \| 3.850 \| \| 12—14 \| 1.855 \| \| \| 1.872 \| \| 15—17 \| 1.722 \| \| \| 1.668 \| \| 18—24 \| 2.459 \| \| \| 2.573 \| \| 60+ \| 1.649 \| \| \| 1.674 \| \| Просек : \| 24,4 \| \| \| 24,8 \| |       |  |  |       |
| |       |  |  |       |
| | м     |  |  | ж     |
| 0—2 | 1.321 |  |  | 1.309 |
| 3—5 | 1.698 |  |  | 1.705 |
| 6—11 | 3.803 |  |  | 3.850 |
| 12—14 | 1.855 |  |  | 1.872 |
| 15—17 | 1.722 |  |  | 1.668 |
| 18—24 | 2.459 |  |  | 2.573 |
| 60+ | 1.649 |  |  | 1.674 |
| Просек : | 24,4  |  |  | 24,8  |

| #   | Индикатор                                                                                        | Вредност |
| --- | ------------------------------------------------------------------------------------------------ | -------- |
| 1   | Становништво од 0 до 2 године                                                                    | 2630     |
| 2   | Мушко становништво од 0 до 2 године                                                              | 1321     |
| 3   | Женско становништво од 0 до 2 године                                                             | 1309     |
| 4   | Становништво са 3 и више година                                                                  | 39595    |
| 5   | Мушко становништво са 3 и више година                                                            | 19476    |
| 6   | Женско становништво са 3 и више година                                                           | 20119    |
| 7   | Становништво са 5 и више година                                                                  | 37374    |
| 8   | Мушко становништво са 5 и више година                                                            | 18346    |
| 9   | Женско становништво са 5 и више година                                                           | 19028    |
| 10  | Становништво са 12 и више година                                                                 | 28539    |
| 11  | Мушко становништво са 12 и више година                                                           | 13975    |
| 12  | Женско становништво са 12 и више година                                                          | 14564    |
| 13  | Становништво са 15 и више година                                                                 | 24812    |
| 14  | Мушко становништво са 15 и више година                                                           | 12120    |
| 15  | Женско становништво са 15 и више година                                                          | 12692    |
| 16  | Становништво са 18 и више година                                                                 | 21422    |
| 17  | Мушко становништво са 18 и више година                                                           | 10398    |
| 18  | Женско становништво са 18 и више година                                                          | 11024    |
| 19  | Становништво од 3 до 5 година                                                                    | 3403     |
| 20  | Мушко становништво од 3 до 5 година                                                              | 1698     |
| 21  | Женско становништво од 3 до 5 година                                                             | 1705     |
| 22  | Становништво од 6 до 11 година                                                                   | 7653     |
| 23  | Мушко становништво од 6 до 11 година                                                             | 3803     |
| 24  | Женско становништво од 6 до 11 година                                                            | 3850     |
| 25  | Становништво од 8 до 14 година                                                                   | 8928     |
| 26  | Мушко становништво од 8 до 14 година                                                             | 4433     |
| 27  | Женско становништво од 8 до 14 година                                                            | 4495     |
| 28  | Становништво од 12 до 14 година                                                                  | 3727     |
| 29  | Мушко становништво од 12 до 14 година                                                            | 1855     |
| 30  | Женско становништво од 12 до 14 година                                                           | 1872     |
| 31  | Становништво од 15 до 17 година                                                                  | 3390     |
| 32  | Мушко становништво од 15 до 17 година                                                            | 1722     |
| 33  | Женско становништво од 15 до 17 година                                                           | 1668     |
| 34  | Становништво од 18 до 24 године                                                                  | 5032     |
| 35  | Мушко становништво од 18 до 24 године                                                            | 2459     |
| 36  | Женско становништво од 18 до 24 године                                                           | 2573     |
| 37  | Женско становништво од 15 до 49 година                                                           | 9745     |
| 38  | Становништво са 60 и више година                                                                 | 3323     |
| 39  | Мушко становништво са 60 и више година                                                           | 1649     |
| 40  | Женско становништво са 60 и више година                                                          | 1674     |
| 41  | Однос између мушкараца и жена                                                                    | 97.09    |
| 42  | Становништво од нуле до 14 година                                                                | 17413    |
| 43  | Становништво од 15 до 64 године                                                                  | 22406    |
| 44  | Становништво од 65 година и више                                                                 | 2406     |
| 45  | Просечан број деце                                                                               | 3.48     |
| 46  | Становништво рођено у ентитету                                                                   | 41718    |
| 47  | Мушко становништво рођено у ентитету                                                             | 20562    |
| 48  | Женско становништво рођено у ентитету                                                            | 21156    |
| 49  | Становништво рођено у другом ентитету                                                            | 387      |
| 50  | Мушко становништво рођено у другом ентитету                                                      | 183      |
| 51  | Женско становништво рођено у другом ентитету                                                     | 204      |
| 52  | Становништво од 5 година и више резидентно у ентитету у јуну 2005. године                        | 36641    |
| 53  | Мушко становништво старосног доба од 5 година и више, резидентно у ентитету у јуну 2005. године  | 17970    |
| 54  | Женско становништво старосног доба од 5 и више година, резидентно у ентитету у јуну 2005. године | 18671    |
| 55  | Становништво од 5 година и више које је живело у другом ентитету у јуну 2005. године             | 257      |
| 56  | Мушко становништво старије од 5 година које је живело у другом ентитету у јуну 2005. године      | 137      |
| 57  | Женско становништво старије од 5 година које је живело у другом ентитету у јуну 2005. године     | 120      |
| 58  | Становништво од 3 године и више које говори аутохтони језик                                      | 21596    |
| 59  | Мушко становништво старо 3 године и више које говори аутохтони језик                             | 10635    |
| 60  | Женско становништво старо 3 године и више које говори аутохтони језик                            | 10961    |
| 61  | Становништво од 3 године и више које говори аутохтони језик и не говори шпански језик            | 5182     |
| 62  | Мушко становништво старо 3 године и више које говори аутохтони језик и не говори шпански         | 2237     |
| 63  | Женско становништво старо 3 године и више које говори аутохтони језик и не говори шпански језик  | 2945     |
| 64  | Становништво старо 3 године и више које говори аутохтони језик и шпански                         | 16094    |
| 65  | Мушко становништво старо 3 године и више које говори аутохтони језик и шпански                   | 8257     |
| 66  | Женско становништво старо 3 године и више које говори аутохтони језик и шпански                  | 7837     |
| 67  | Становништво од 5 година и више које говори аутохтони језик                                      | 20412    |
| 68  | Становништво од 5 година и више које говори аутохтони језик и не говори шпански језик            | 4495     |
| 69  | Становништво од 5 година и више које говори аутохтони језик и говори шпански језик               | 15610    |
| 70  | Становништво у домородачким домаћинствима                                                        | 26741    |
| 71  | Становништво са ограничењима у активностима                                                      | 1313     |
| 72  | Становништво са ограниченим ходањем или кретањем, горе или доле                                  | 713      |
| 73  | Становници са ограничењима вида, чак и уз кориштење сочива                                       | 486      |
| 74  | Становништво са ограничењима говора, комуникације или конверзације                               | 149      |
| 75  | Становништво са ограниченим слухом                                                               | 222      |
| 76  | Становништво са ограничењима при одевању, купању или јелу                                        | 67       |
| 77  | Становништво са ограничењима у опажању или учењу једноставних ствари                             | 54       |
| 78  | Становништво са менталним ограничењима                                                           | 99       |
| 79  | Становништво без ограничења активности                                                           | 40169    |
| 80  | Становништво од 3 до 5 година које не похађа школу                                               | 1121     |
| 81  | Мушко становништво од 3 до 5 година које не похађа школу                                         | 564      |
| 82  | Женско становништво од 3 до 5 година које не похађа школу                                        | 557      |
| 83  | Становништво од 6 до 11 година које не похађа школу                                              | 276      |
| 84  | Мушко становништво од 6 до 11 година које не похађа школу                                        | 138      |
| 85  | Женско становништво од 6 до 11 година које не похађа школу                                       | 138      |
| 86  | Становништво од 12 до 14 година које не похађа школу                                             | 249      |
| 87  | Мушко становништво од 12 до 14 година које не похађа школу                                       | 133      |
| 88  | Женско становништво од 12 до 14 година које не похађа школу                                      | 116      |
| 89  | Становништво од 15 до 17 година похађа школу                                                     | 2357     |
| 90  | Мушко становништво од 15 до 17 година похађа школу                                               | 1211     |
| 91  | Женско становништво између 15 и 17 година живота у школи                                         | 1146     |
| 92  | Становништво од 18 до 24 године похађа школу                                                     | 996      |
| 93  | Мушко становништво од 18 до 24 године похађа школу                                               | 491      |
| 94  | Женско становништво од 18 до 24 године похађа школу                                              | 505      |
| 95  | Становништво од 8 до 14 година које не може да чита и пише                                       | 1220     |
| 96  | Мушко становништво старосног доба од 8 до 14 година које не може да чита и пише                  | 678      |
| 97  | Женско становништво старосног доби од 8 до 14 година које не може да чита и пише                 | 542      |
| 98  | Становништво од 15 година и више које је неписмено                                               | 6414     |
| 99  | Мушко становништво од 15 година и више које је неписмено                                         | 2607     |
| 100 | Женско становништво од 15 година и више које је неписмено                                        | 3807     |
| 101 | Становништво старо 15 и више година без школовања                                                | 5342     |
| 102 | Мушко становништво старо 15 и више година без школовања                                          | 2086     |
| 103 | Женско становништво старо 15 и више година без школовања                                         | 3256     |
| 104 | Становништво старосног доба 15 и више година са непотпуним основним образовањем                  | 4843     |
| 105 | Мушко становништво старосног доба од 15 година и више са непотпуном основним образовањем         | 2528     |
| 106 | Женско становништво старосног доба 15 и више година са непотпуном основним образовањем           | 2315     |
| 107 | Становништво старо 15 и више година са комплетним основним образовањем                           | 3818     |
| 108 | Мушко становништво старо 15 година и више са комплетним основним образовањем                     | 2035     |
| 109 | Женско становништво старо 15 и више година са комплетним основним образовањем                    | 1783     |
| 110 | Становништво старосног доба 15 и више година са непотпуним средњим образовањем                   | 2095     |
| 111 | Мушко становништво старосног доба од 15 година и више са непотпуним средњим образовањем          | 1095     |
| 112 | Женско становништво старосног доба од 15 година и више са непотпуним средњим образовањем         | 1000     |
| 113 | Становништво старо 15 и више година са пуним секундарном образовањем                             | 3700     |
| 114 | Мушко становништво старосног доба од 15 година и више са пуним секундарном образовањем           | 1929     |
| 115 | Женско становништво старосног доба од 15 година и више са пуним секундарном образовањем          | 1771     |
| 116 | Становништво старије од 18 година са постосновним образовањем                                    | 3806     |
| 117 | Мушко становништво старије од 18 година са постосновним образовањем                              | 1914     |
| 118 | Женско становништво старије од 18 година са постосновним образовањем                             | 1892     |
| 119 | Просечна оцена школовања                                                                         | 5.86     |
| 120 | Просечан ниво образовања мушке популације                                                        | 6.15     |
| 121 | Просечан ниво образовања женског становништва                                                    | 5.59     |
| 122 | Економски активно становништво                                                                   | 11916    |
| 123 | Економски активна мушка популација                                                               | 9979     |
| 124 | Економски активна женска популација                                                              | 1937     |
| 125 | Становништво које није економски активно                                                         | 16265    |
| 126 | Мушко становништво које није економски активно                                                   | 3829     |
| 127 | Женско становништво које није економски активно                                                  | 12436    |
| 128 | Запослено становништво                                                                           | 11703    |
| 129 | Запослено мушко становништво                                                                     | 9796     |
| 130 | Запослено женско становништво                                                                    | 1907     |
| 131 | Незапослена популација                                                                           | 213      |
| 132 | Незапослена мушка популација                                                                     | 183      |
| 133 | Незапослена женска популација                                                                    | 30       |
| 134 | Становништво без права на здравствене услуге                                                     | 13697    |
| 135 | Становништво које има право на здравствене услуге                                                | 28433    |
| 136 | Становништво које има право на ИМСС                                                              | 117      |
| 137 | Становништво које има право на социјално осигурање                                               | 1565     |
| 138 | Становништво које има право на државно социјално осигурање                                       | 72       |
| 139 | Становништво које има право на опште осигурање или здравствено осигурање за нову генерацију      | 26585    |
| 140 | Становништво које је било једном или није било у браку током 12 година и више                    | 10634    |
| 141 | Венчано или уједињено становништво од 12 година и више                                           | 15685    |
| 142 | Становништво које је било у браку или уједињено 12 година и више                                 | 2095     |
| 143 | Становништво са католичком религијом                                                             | 40844    |
| 144 | Протестанти, еванђелисти и библијски следбеници различити од еванђелиста                         | 882      |
| 145 | Становништво са другим религијама различитим од претходних                                       | 13       |
| 146 | Становништво без религије                                                                        | 204      |
| 147 | Укупно пописаних домаћинства                                                                     | 8422     |
| 148 | Пописна домаћинства на челу са мушкарцима                                                        | 6864     |
| 149 | Пописна домаћинства на челу са женама                                                            | 1558     |
| 150 | Становништво у пописним домаћинствима                                                            | 42181    |
| 151 | Становништво у пописним домаћинствима на челу са мушкарцима                                      | 36305    |
| 152 | Становништво у пописним домаћинствима на челу са женама                                          | 5876     |
| 153 | Укупно домаћинстава                                                                              | 10744    |
| 154 | Укупно насељених домаћинстава                                                                    | 8447     |
| 155 | Укупно приватних кућа                                                                            | 10719    |
| 156 | Насељени приватни домови                                                                         | 8422     |
| 157 | Укупно насељених приватних кућа                                                                  | 8446     |
| 158 | Ненасељене приватне куће                                                                         | 1348     |
| 159 | Појединачна домаћинства за привремену употребу                                                   | 949      |
| 160 | Становници у насељеним приватним кућама                                                          | 42181    |
| 161 | Насељеност станара у приватним становима                                                         | 5.01     |
| 162 | Просечно становника по соби у приватним насељеним домаћинствима                                  | 2.23     |
| 163 | Појединачна домаћинства са подовима од различитих материјала од земље                            | 5564     |
| 164 | Појединачна домаћинства у приземљу                                                               | 2811     |
| 165 | Појединачна домаћинства са једном спаваћом собом                                                 | 5817     |
| 166 | Појединачна домаћинства са две спаваће собе и више                                               | 2553     |
| 167 | Појединачна домаћинства са једним собом                                                          | 1710     |
| 168 | Појединачна домаћинства са две собе                                                              | 3981     |
| 169 | Појединачна домаћинства са 3 собе и више                                                         | 2670     |
| 170 | Појединачна домаћинства која имају електрично светло                                             | 6846     |
| 171 | Појединачна домаћинства која немају електрично светло                                            | 1508     |
| 172 | Појединачна домаћинства која имају водоводну воду у стамбеном простору                           | 4630     |
| 173 | Појединачна домаћинства која немају водоводну воду у стамбеном простору                          | 3735     |
| 174 | Појединачна домаћинства која имају тоалет                                                        | 3573     |
| 175 | Појединачна домаћинства која имају канализацију                                                  | 2841     |
| 176 | Појединачна домаћинства која немају канализацију                                                 | 5507     |
| 177 | Појединачна домаћинства која имају електрично светло, довод воде из јавне мреже и канализацију   | 2043     |
| 178 | Појединачна домаћинства без икаквих услова                                                       | 2736     |
| 179 | Појединачна домаћинства која имају радио                                                         | 3111     |
| 180 | Појединачна домаћинства која имају телевизор                                                     | 4541     |
| 181 | Појединачна домаћинства која имају фрижидер                                                      | 3851     |
| 182 | Појединачна домаћинства која имају машину за веш                                                 | 668      |
| 183 | Појединачна домаћинства која имају аутомобил или комби                                           | 581      |
| 184 | Појединачна домаћинства која имају рачунар                                                       | 400      |
| 185 | Појединачна домаћинства која имају фиксну телефонску линију                                      | 1097     |
| 186 | Појединачна домаћинства која имају мобилни телефон                                               | 1034     |
| 187 | Појединачна домаћинства која имају приступ интернету                                             | 201      |